# 三神社

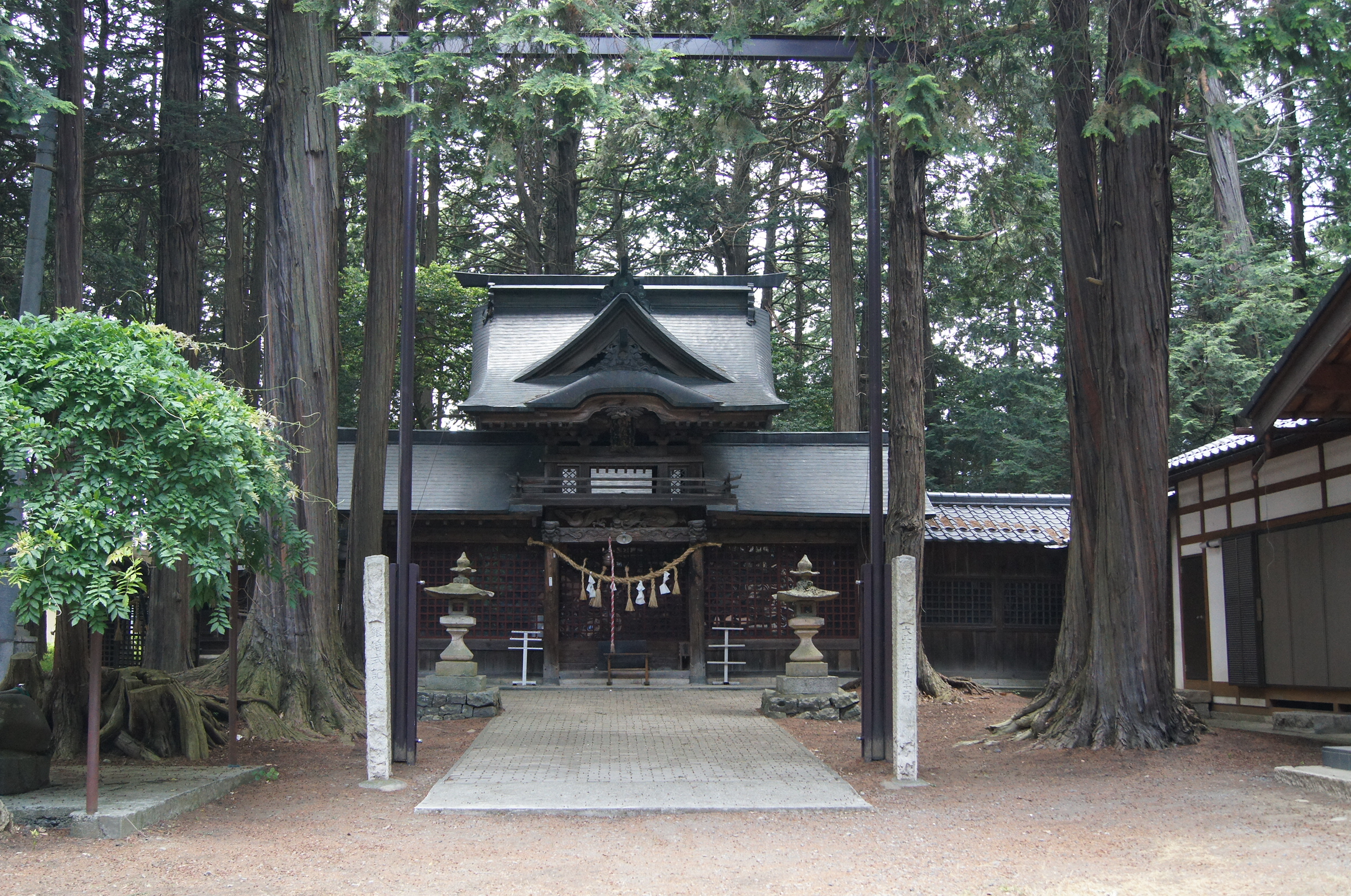
社殿

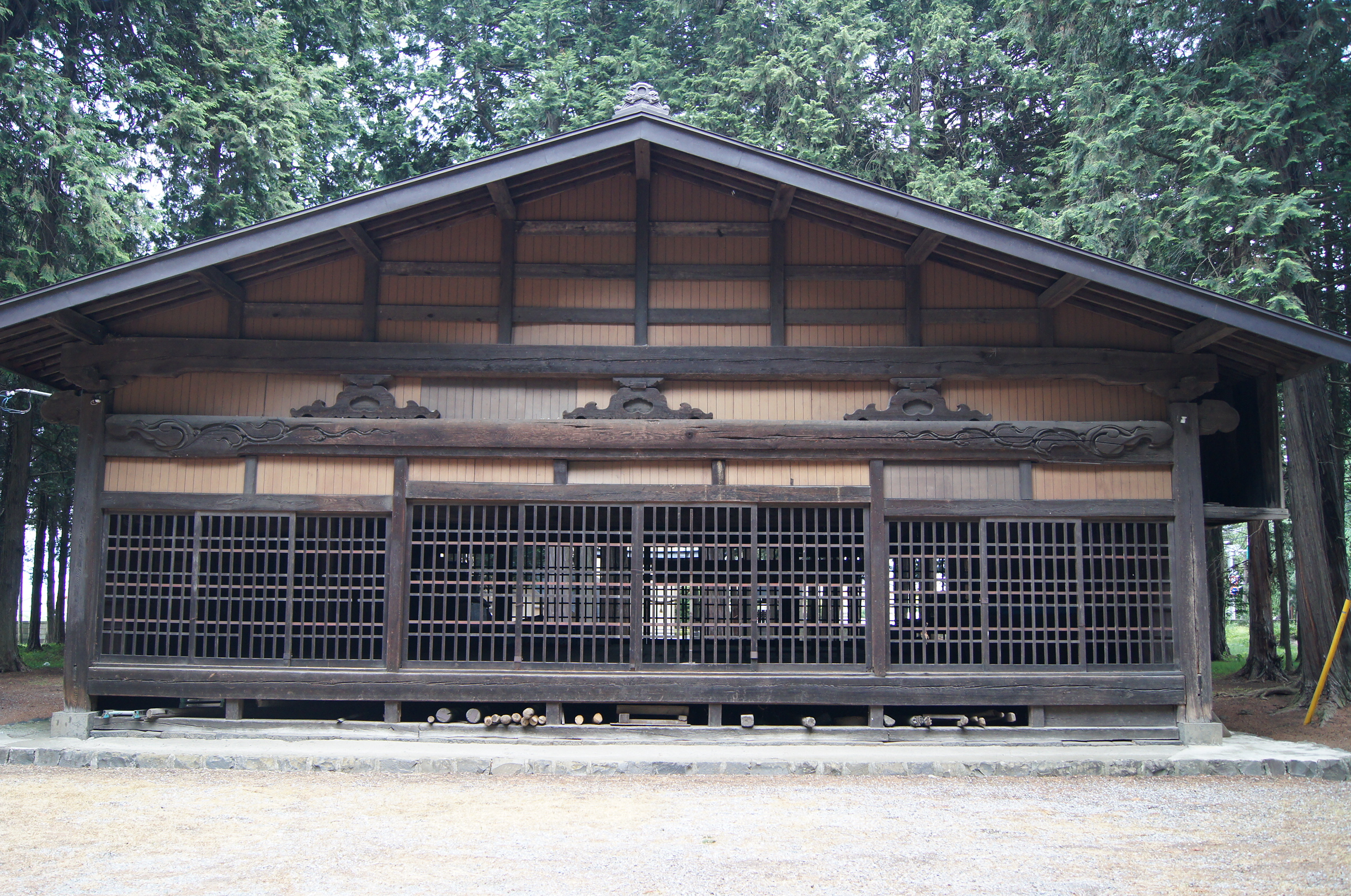
舞台

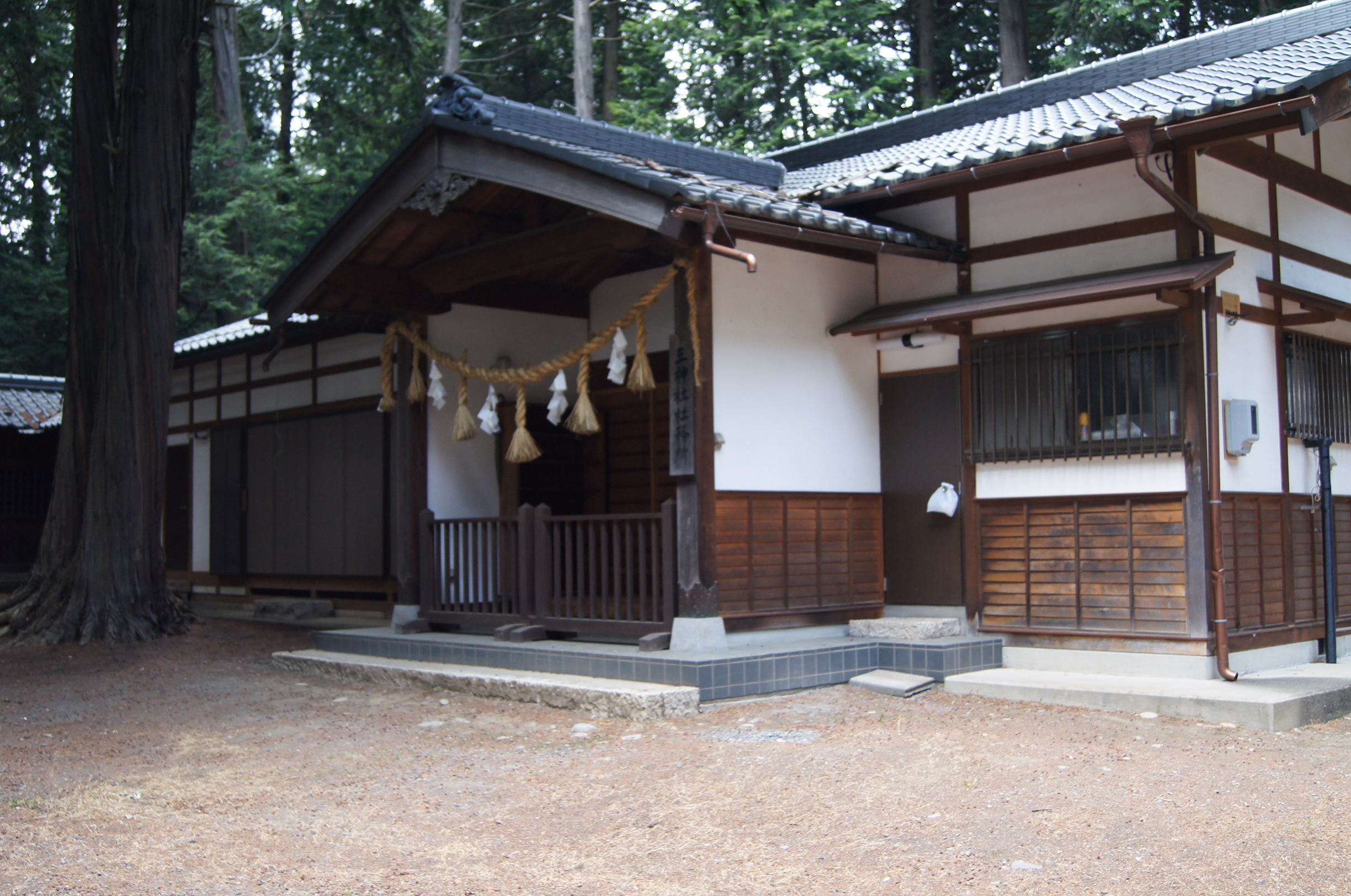
社務所

三神社（さんじんじゃ）は、長野県松本市波田森口にある神社である。祭神として、諏訪明神（建御名方命）、春日神社（天児屋根命）、八幡社（誉田別命＝応神天皇）の3神を合祀している。

## 歴史
- 明治初年までは、下三溝、南村、北村、花見村、中上手、新田に氏子を持っていた。藤ノ宮、笹ノ宮、奈川秀綱社を境内に置いている[1]。
- 諏訪明神は神家一党、春日神社は藤原氏系の氏神、八幡社は清和源氏の氏神である[1]。

## 境内
地籍の「森口」は「森の入り口」から来ている。明治中期までは、松本藩が設けた保護林である「御林」が、神社周辺から西に約3kmにわたって赤松林が広がっていたので、その森の入口だったことから名がついた。神社林は、今は杉である。

## 所在地
- 長野県松本市波田町森口

## 交通
- 国道158号線に面しており、指定はされているが長年工事に未着手な長野県道449号上竹田波田線に並行してその代替線となっている市道波田98号線とのＴ字路が南側にある。交差点の信号名は「三神社」である。
- アルピコ交通（通称・松本電鉄）上高地線森口駅から徒歩3分

## 波田地区内の他の主な神社
- 波多神社
- 諏訪神社